# ملعب ليون دون كولبوفسكاي
ملعب ليون دون كولبوفسكاي (بالإنجليزية: Estadio Don León Kolbovski)‏ هو ملعب كرة قدم يقع في بوينس آيرس، الأرجنتين، يتسع لـ 14,000 متفرج.

## التاريخ
افتتح الملعب في 5 مايو 1960.